# Phineus
Phineus var en prins av Egypten i grekisk mytologi. Han var son till kung Belos av Egypten och najaden Ankhione.
Han kan möjligtvis ha varit samma Phineus som den siare kallad Phineus som argonauterna stötte på i jakten på det gyllene skinnet.